# Bud, Sweat and Beers
Bud, Sweat and Beers — дебютный студийный альбом британского рэпера Девлина (англ. Devlin), изданный на Island Records и Universal Music Group осенью 2010 года. В записи альбома принимали участие Labrinth, Emeli Sandé, Yasmin, Dogzilla и Ghetts, а также такие продюсеры как Kraze, Lewi White, Futurecut, Naughty Boy.

## Синглы
- «Brainwashed» была издана 8 августа 2010 года первым синглом будущего альбома, дебютировав на 31 месте в UK Singles Chart.
- «Runaway», совместная композиция с DJ Yasmin, была издана 24 октября 2010 года, как второй сингл альбома. Трек дебютировал на 16 месте в UK Singles Chart и стал наиболее успешным в карьере Девлина.
- «Let It Go», композиция с участием британского продюсера Labrinth, станет третьим синглом. Официальная дата выхода — 24 января 2011 года[2].

## Список композиций
| №   | Название                                  | Продюсеры                                         | Длительность |
| --- | ----------------------------------------- | ------------------------------------------------- | ------------ |
| 1.  | «1989»                                    | Lewi White                                        | 2:49         |
| 2.  | «Brainwashed»                             | Ishi                                              | 3:21         |
| 3.  | «Days & Nights»                           | Kraze                                             | 3:48         |
| 4.  | «London City»                             | Kraze, Hikaru Utada, Akira Miyake, Teruzane Utada | 3:50         |
| 5.  | «Marching Through the Fog»                | Lewi White                                        | 3:07         |
| 6.  | «Let It Go» (при участии Labirinth)       | Labirinth                                         | 3:39         |
| 7.  | «Yesterday's News»                        | Naughty Boy                                       | 3:03         |
| 8.  | «Community Outcast»                       | Ratchet                                           | 3:40         |
| 9.  | «Runaway» (при участии Yasmin)            | Futurecut                                         | 3:29         |
| 10. | «Our Father»                              | Lewi White                                        | 3:27         |
| 11. | «Finally» (при участии Dogzilla и Ghetss) | Lewi White                                        | 4:01         |
| 12. | «Dreamer» (при участии Emeli Sandé)       | Naughty Boy                                       | 3:35         |
| 13. | «World Still Turns»                       | TMS                                               | 3:00         |
| 14. | «End of Days»                             | Naughty Boy                                       | 2:23         |

| №   | Название                         | Длительность |
| --- | -------------------------------- | ------------ |
| 15. | «I Made It» (при участии McLean) | 3:34         |

## История релиза
| Страна         | Дата             | Формат           | Лейбл                                 |
| -------------- | ---------------- | ---------------- | ------------------------------------- |
| Великобритания | 29 октября, 2010 | Digital download | Island Records, Universal Music Group |
| Великобритания | 1 ноября, 2010   | CD               | Island Records, Universal Music Group |

## Чарты
| Чарт            | Наивысшая позиция |
| --------------- | ----------------- |
| UK Albums Chart | 21                |

## Продажи
| Страна         | Продано копий | Статус     |
| -------------- | ------------- | ---------- |
| Великобритания | 60 000+       | серебряный |